# Arrondissement administratif de Neufchâteau
Ne doit pas être confondu avec Arrondissement de Neufchâteau.
L'arrondissement administratif de Neufchâteau est un des cinq arrondissements administratifs de la province belge de Luxembourg, situés en Région wallonne. Sa superficie est de 1 358,45 km2 et il compte environ 66 000 habitants.
L’arrondissement fait partie de l’arrondissement judiciaire du Luxembourg.

## Géographie
L’arrondissement se situe dans le centre-ouest de la province de Luxembourg. Il est délimité au sud-ouest par la frontière française qui le sépare du département des Ardennes (Champagne-Ardenne). À l’ouest et au nord-ouest, il est limitrophe de l’arrondissement de Dinant en province de Namur.

### Arrondissements limitrophes
| Dinant                   |             | Marche   |
|                          | Neufchâteau | Bastogne |
| Sedan (Ardennes, France) | Virton      | Arlon    |

## Histoire
L'arrondissement de Neufchâteau a été créé en 1800 comme le premier des quatre arrondissements d'alors du département français des Forêts : Arrondissement de Neufchâteau (Forêts). Il se constituait originellement des cantons de Neufchâteau, Bastogne, Étalle, Fauvillers, Florenville, Houffalize, Paliseul, Sibret et Virton.
En 1815, la partie non française de l'ancien duché de Bouillon qui selon le congrès de Vienne revenait au royaume uni des Pays-Bas fut pris aux arrondissements français de Mézières et Sedan. Cette partie forma le nouveau canton de Bouillon.
En 1823, les cantons de Nassogne et Saint-Hubert furent pris à l'arrondissement de Marche-en-Famenne. Les cantons d'Étalle, Florenville et Virton furent cédés au nouvel arrondissement de Virton. Les cantons de Bastogne, Fauvillers, Houffalize et Sibret furent cédés au nouvel arrondissement de Bastogne. Pour finir, d'autres communes furent cédées au nouvel arrondissement d'Arlon. Il en résulta la perte pour l'arrondissement de la moitié de sa population.
En 1977, l'ancienne commune de Sugny fut cédée à l'arrondissement de Dinant en contrepartie des communes de Bure et Resteigne et d'une partie de Vresse-sur-Semois. Les communes d'Anlier et Suxy furent cédées à l'arrondissement de Virton en contrepartie d'une partie de Habay. Grupont fut pris à l'arrondissement de Marche-en-Famenne, Juseret et Lavacherie furent cédés à l'arrondissement de Bastogne.
Jusqu’au 1er avril 2014, l’arrondissement faisait partie de l’arrondissement judiciaire de Neufchâteau qui comprenait aussi les communes de Bastogne, Bertogne, Fauvillers, Sainte-Ode et Vaux-sur-Sûre de l'arrondissement administratif de Bastogne.

## Communes et leurs sections

### Communes
- Bertrix
- Bouillon
- Daverdisse
- Herbeumont
- Léglise
- Libin
- Libramont-Chevigny
- Neufchâteau
- Paliseul
- Saint-Hubert
- Tellin
- Wellin

### Sections
- Anloy
- Arville
- Assenois
- Auby-sur-Semois
- Awenne
- Bellevaux
- Bertrix
- Bouillon
- Bras
- Bure
- Carlsbourg
- Chanly
- Corbion
- Cugnon
- Daverdisse
- Dohan
- Ébly
- Fays-les-Veneurs
- Framont
- Freux
- Gembes
- Grandvoir
- Grapfontaine
- Grupont
- Halma
- Hamipré
- Hatrival
- Haut-Fays
- Herbeumont
- Jehonville
- Léglise
- Les Hayons
- Libin
- Libramont
- Lomprez
- Longlier
- Maissin
- Mellier
- Mirwart
- Moircy
- Neufchâteau
- Noirefontaine
- Nollevaux
- Ochamps
- Offagne
- Opont
- Orgeo
- Paliseul
- Porcheresse
- Poupehan
- Recogne
- Redu
- Remagne
- Resteigne
- Rochehaut
- Sainte-Marie-Chevigny
- Saint-Hubert
- Saint-Médard
- Saint-Pierre
- Sensenruth
- Smuid
- Sohier
- Straimont
- Tellin
- Tournay
- Transinne
- Ucimont
- Vesqueville
- Villance
- Vivy
- Wellin
- Witry

## Démographie
- Source: DGS , de 1806 à 1970=recensements population; à partir de 1980 = nombre d'habitants chaque 1 janvier[1]